# Provincia di Misurata
Il Commissariato di Misurata, ufficialmente chiamato Commissariato generale provinciale di Misurata, venne istituito nel 1934 nella Libia italiana.

## Generalità
Il commissariato era diviso in 3 circondari:
- Misurata
- Zliten
- Homs

La popolazione era in gran parte composta da arabi, con minoranze berbere, sudanesi ed ebraiche. Gli italiani si concentravano a Misurata, Homs e Gioda. Nel gennaio del 1943 venne completamente occupato dall'Armata britannica.
La popolazione professava per gran parte l'Islam sunnita e senussita, con minoranze ebraiche e cristiane cattoliche. La numerosa comunità italiana era cattolica.

## Geografia
Il commissariato si affacciava sul Mediterraneo, tra quelli di Tripoli e di Bengasi.

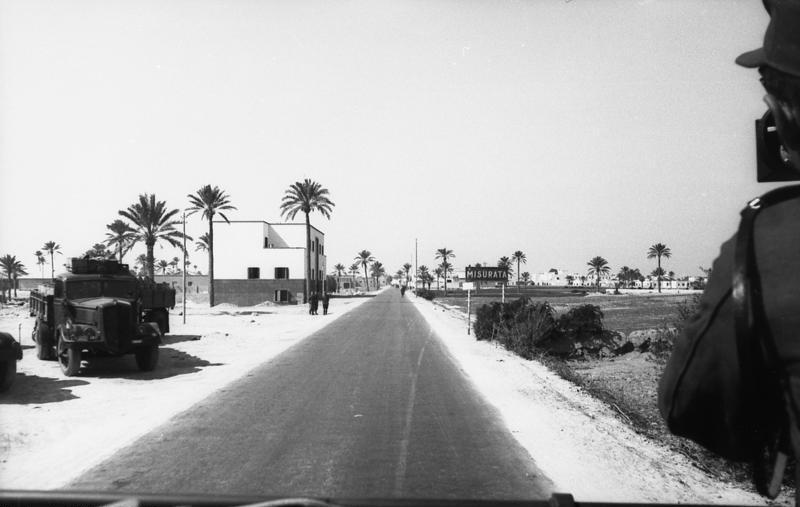
Misurata nel 1941

Comprendeva circa metà della Tripolitania e confinava a sud con il Territorio Militare del Sud, a nord con il Mediterraneo e con la Gran Sirte, a ovest col Commissariato di Tripoli e a est col Commissariato di Bengasi.
Nel 1936 la popolazione era di 213.486 abitanti. Nel 1940 oltre 22.000 erano gli italiani, molti dei quali erano residenti nei villaggi agricoli creati dal governatore Italo Balbo dopo il 1938, come Gioda, che era praticamente una cittadina italiana con quasi 2000 coloni italiani.